# Werner Klaus
Werner Klaus (* 18. Dezember 1928) ist ein ehemaliger Leipziger Fußballspieler. Mit der BSG Chemie Leipzig wurde er 1951 DDR-Fußballmeister.
1949 rief der Deutsche Sportausschuss in der Sowjetischen Besatzungszone für den länderübergreifenden Fußballspielbetrieb die Zonenliga ins Leben. Sie wurde noch während ihrer ersten Saison in DS-Liga umbenannt, später setzte sich die Bezeichnung DDR-Oberliga durch. Zu den beteiligten Mannschaften der Spielzeit 1949/50 gehörte auch die ZSG Industrie Leipzig, die am Saisonende unter 14 Mannschaften auf Platz 8 landete. Zum Stammaufgebot der Leipziger gehörte der 22-jährige Angriffsspieler Werner Klaus. Er kam erstmals am 5. Spieltag in der Zonenliga zum Einsatz, als er in der Begegnung ZSG Industrie – Vorwärts Schwerin (4:0) am 9. Oktober 1949 von Trainer Fritz Krauß als Linksaußenstürmer aufgeboten wurde. Danach bestritt Klaus bis zum 22. Spieltag alle Punktspiele und versäumte danach lediglich die letzten vier Partien. Seine Stammposition blieb die linke Angriffsseite, er kam jedoch nur auf drei Punktspieltore.
Ab der Saison 1950/51 wurde die höchste Spielklasse in der inzwischen gegründeten DDR DS-Oberliga genannt, und die ZSG Industrie trat unter der neuen Bezeichnung BSG Chemie Leipzig an. Sie gewann am Saisonende die DDR-Meisterschaft, an der Klaus allerdings nur noch an sechs Punktspielen beteiligt war. Zum letzten Mal wurde er am 22. Oktober 1950 in der Begegnung des 10. Spieltages Chemie Leipzig – KWU Erfurt (0:1) als Linksaußen eingesetzt. Zuvor hatte er fünf weitere Oberligaspiele absolviert, in denen er noch einmal zwei Tore erzielt hatte.
Im November 1950 wurde Klaus’ Name letztmals im Zusammenhang mit Chemie Leipzig erwähnt, als das Oberligaspiel Chemie Leipzig – Turbine Halle (3:5) annulliert wurde, weil Klaus neben weiteren Chemiespielern wegen Auswahlverpflichtungen nicht aufgestellt werden konnte. Nach insgesamt 24 Punktspieleinsätzen mit fünf Torerfolgen für die Leipziger ZSG und die BSG verliert sich die Spur von Werner Klaus im DDR-Fußballspielbetrieb.